# Unterröhrenbach
Unterröhrenbach ist ein Ortsteil des Marktes Essenbach im niederbayerischen Landkreis Landshut.
Der Weiler liegt nordöstlich des Kernortes Essenbach an der Kreisstraße LA 10 und am Rohrbach. Westlich verlaufen die B 15 und die B 15a, südlich die Staatsstraße 2141.

## Sehenswürdigkeiten
In der Liste der Baudenkmäler in Essenbach ist für Unterröhrenbach ein Baudenkmal aufgeführt:
- Die katholische Kirche St. Ulrich und St. Martin ist ein kleiner spätromanischer Saalbau wohl aus dem 13. Jahrhundert mit eingezogenem quadratischem Chor. Barocke Veränderungen wurden um 1630 vorgenommen und weitere Veränderungen um 1700 und 1794.